# Doctor rerum naturalium
Doctor rerum naturalium (latin « Docteur en sciences naturelles »,en forme abrégée, Dr. rer. nat., est un doctorat universitaire délivré par les universités de certains pays européens (par exemple l'Allemagne, l'Autriche et la République tchèque) aux diplômés en physique, chimie, biologie, géologie, informatique, pharmacie, psychologie, autres sciences naturelles et domaines similaires. 
Les universités peuvent également décerner différents titres pour ces domaines, en fonction du sujet d'une thèse de doctorat et des titres qu'une université peut décerner. 

## Selon les pays

### Suisse
En Suisse alémanique, l'équivalent du Dr rer. nat. est le Dr phil. nat.[réf. souhaitée]

### Allemagne
L'Institut de technologie de Karlsruhe, par exemple, pourrait décerner un Dr. rer. nat. ou un Dr.-Ing pour les diplômés en informatique, en différenciant les diplômes selon qu'ils abordent  des sujets théoriques et pratiques. Ces doctorats sont équivalents aux doctorats délivrés dans les pays anglophones. 
Les universités allemandes utilisent souvent l'abréviation Dr. rer. nat. pour un doctorat en sciences naturelles ou un doctorat en sciences.
Pour débuter un doctorat en Allemagne, les étudiants doivent généralement posséder une maîtrise dans le domaine concerné. Les programmes de doctorat en sciences naturelles sont souvent conçus pour permettre l'obtention d'un diplôme en trois à cinq ans, avec une durée moyenne d'obtention du diplôme de 4,3 ans. Les conditions exactes d'obtention du diplôme diffèrent selon l'université, mais incluent généralement l'exigence d'une contribution substantielle au domaine d'études.

### République tchèque et Slovaquie,
En République tchèque et en Slovaquie, un diplôme désigné de manière identique, en abrégé RNDr., est décerné. Il ne faut pas le confondre avec le Dr rer. nat. , car le premier est aujourd’hui une extension d’un diplôme de type master, mais il était autrefois équivalent au doctorat.[réf. nécessaire]

## Voir également
- Doctorate § Germany
- Academic degree § Czech Republic
- Doctor of Philosophy